# Descarrilados (película de 2021)
Descarrilados, anteriormente titulada Interrail, es una película española de comedia estrenada en 2021. La película está dirigida por Fer García-Ruiz y protagonizada por Julián López, Arturo Valls y Ernesto Sevilla.

## Sinopsis
Pepo, Roge, Costa y Juan Luis emprendieron en el 2000 el que iba a hacer el viaje de sus vidas: un interrail. Sin embargo, nada más llegar a París, el grupo de amigos tuvo una gran disputa que hizo que se terminara el viaje y se acabara su amistad. Ahora, 20 años después, el grupo de antiguos amigos se vuelven a reunir. Todos menos Juan Luis, que acaba de fallecer y quien ha cedido toda su herencia a sus antiguos amigos, pero con una condición: que realicen el viaje que un día interrumpieron, y que lo hagan acompañados de sus cenizas, para así poder vivir la experiencia con ellos, casi en cuerpo presente.

## Reparto
- Julián López como Roge
- Arturo Valls como Costa
- Ernesto Sevilla como Pepo
- Dafne Fernández como Lisa
- Ana Milán como Notaria
- Jordi Aguilar como Juan Luis
- Alicia Fernández como Tina
- Areta Bolado como Tiffany
- Alba Bersabé como Cris
- Alejandro Mesa como Juanjo
- Juan Ventas como Eric
- Alejandra Mateo como Jessica
- Lesley Grant como Jessica
- Ellen Saliwonczyk como Sophie
- Claudio Bandini como Fumeta del tren

## Producción y estreno
La película comenzó su rodaje en julio de 2020 y anunció su estreno para el 20 de agosto de 2021. Tras su paso por las salas de cine, está disponible en España en Amazon Prime Video.

## Recaudación
Descarrilados hizo 321,000€ de 350 cines en su primer fin de semana.